# Terminalia chebula
Espèce
Synonymes
- Buceras chebula (Retz.) Lyons
- Combretum argyrophyllum K.Schum.
- Myrobalanus chebula (Retz.) Gaertn.
- Myrobalanus gangetica (Roxb.) Kostel.
- Myrobalanus tomentella Kuntze
- Terminalia acutae Walp.
- Terminalia argyrophylla King & Prain
- Terminalia gangetica Roxb.
- Terminalia parviflora Thwaites
- Terminalia reticulata Roth
- Terminalia tomentella Kurz
- Terminalia zeylanica Van Heurck & Müll. Arg.

Terminalia chebula (le myrobolan noir ou myrobolanier), tibétain : ཨ་རུ་ར, Wylie : a ru ra, THL : arura, est une espèce de plantes à fleurs de la famille des Combretaceae. C'est un arbre originaire du sud de l'Asie.

## Répartition et habitat
Terminalia chebula est trouvé dans le sud et le sud-est de l'Asie : Bangladesh, Bhoutan, Birmanie, Cambodge, Chine, Inde, Indonésie, Népal, Sri Lanka, Laos, Malaisie, Pakistan, Taïwan, Thaïlande et Viêt Nam.
En Chine, on le trouve dans l'ouest du Yunnan et il cultivé dans le Fujian, le Guangdong et le Guangxi (Nanning).
À Taïwan, on le trouve autour de Nantou.
En Inde, on le trouve en région sous-himalayenne de la rivière Ravi à l'est, au Bengale et l'Assam à l'ouest, jusqu'à une altitude de 1 500 m. L'arbre est trouvé à l'état sauvage dans les forêts du nord de l'Inde, dans les provinces centrales et au Bengale. Il est commun à Madras, et à Mysore et dans la partie au sud de Bombay.
Son habitat inclut des pentes sèches allant au delà de 900 m d'altitude. 

## Utilisation

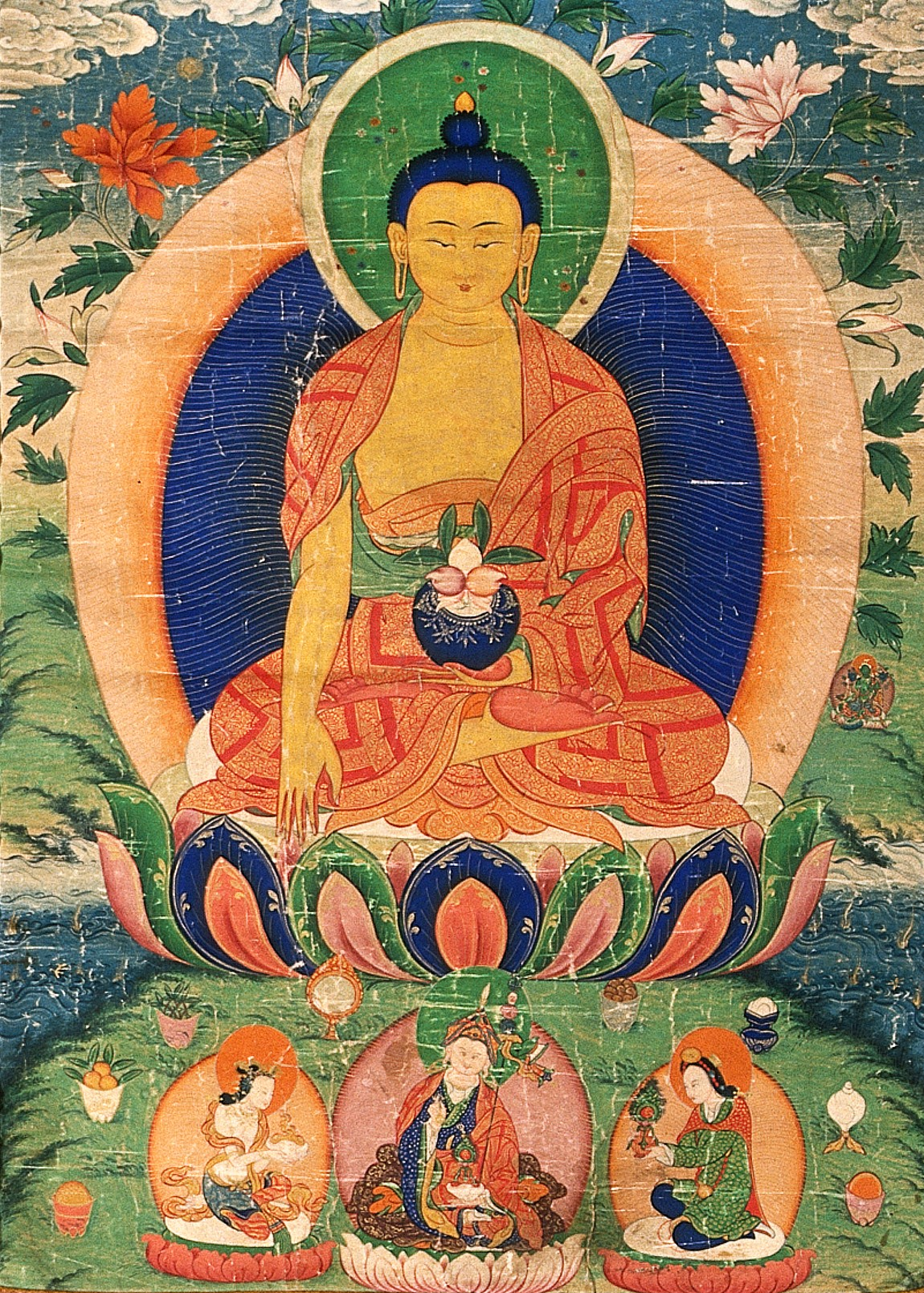
Le bouddha de médecine, sa main droite en position de contact avec la terre, sa main gauche, dans un geste de méditation, tient un bol en lapis-lazuli contenant trois myrobolan.

Le fruit de l'arbre s'appelle myrobolan chébule, avant maturité, ou myrobolan indien ou indique. Les graines sont appelées graines d'harad.
Les graines d'harad entrent dans la fabrication du sel noir, un type de sel gemme utilisé couramment en Asie du Sud comme condiment salé à l'odeur forte.
L’acide lutéique est un acide organique présent dans des ellagitanins, un type de tanins hydrolysables. C'est un produit naturel que l'on trouve dans des fruits de T. chebula. L'espèce contient aussi de l'acide chébulique.
Utilisé dans la médecine tibétaine, l'arura est l'emblème du bouddha de médecine.

## Galerie de photographies

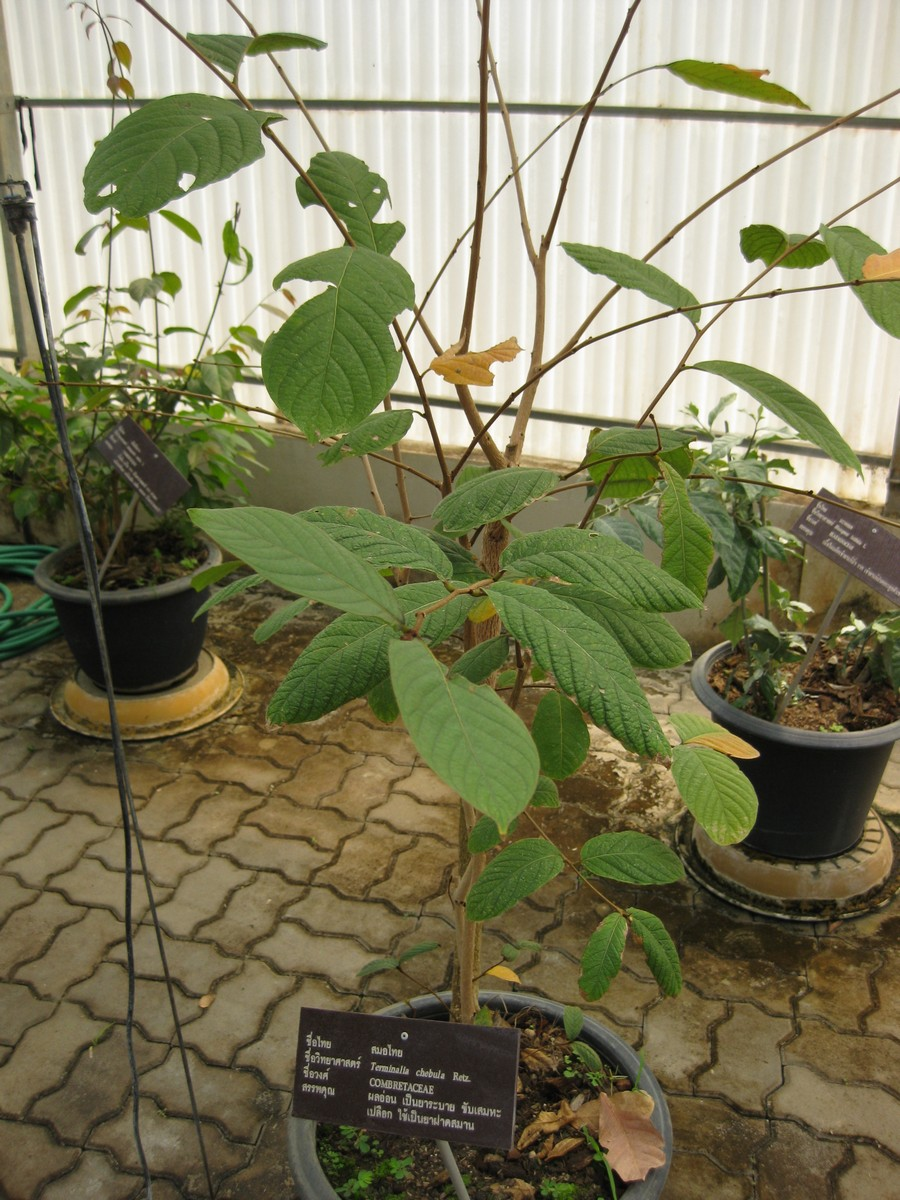
Jeune arbre avec feuilles, au Jardin botanique de la reine Sirikit, en Thaïlande.

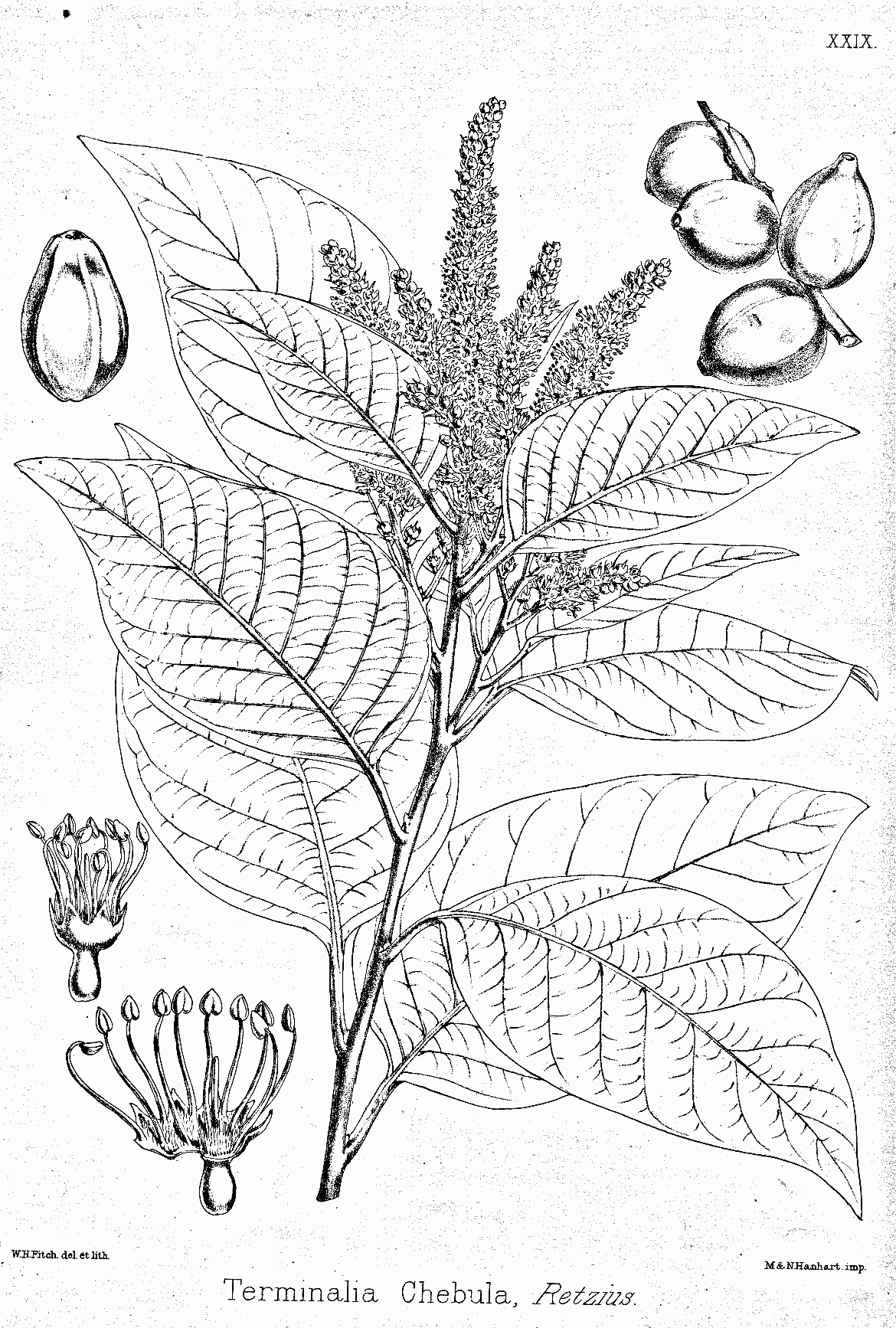

Terminalia chebula
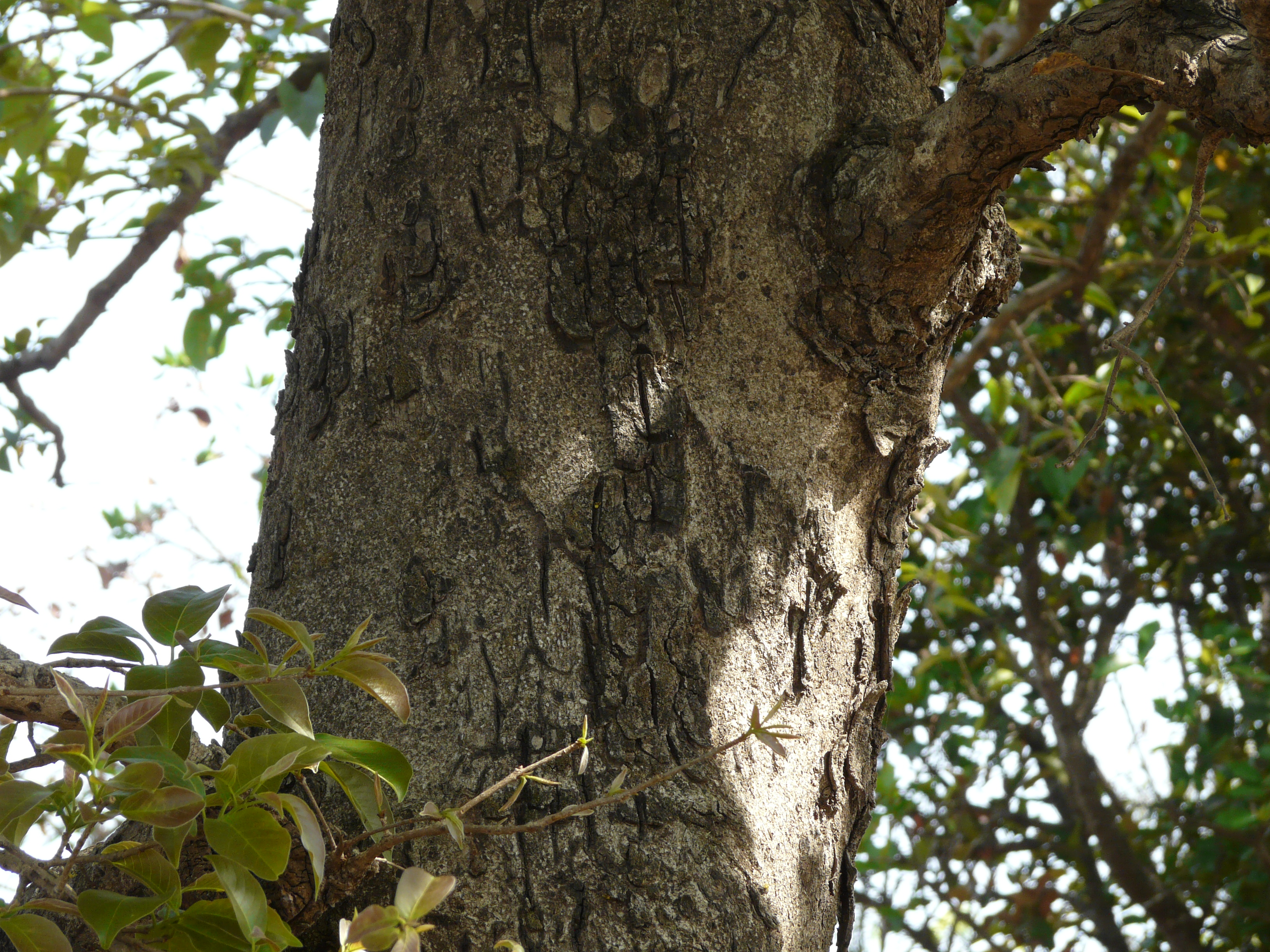
Tronc.
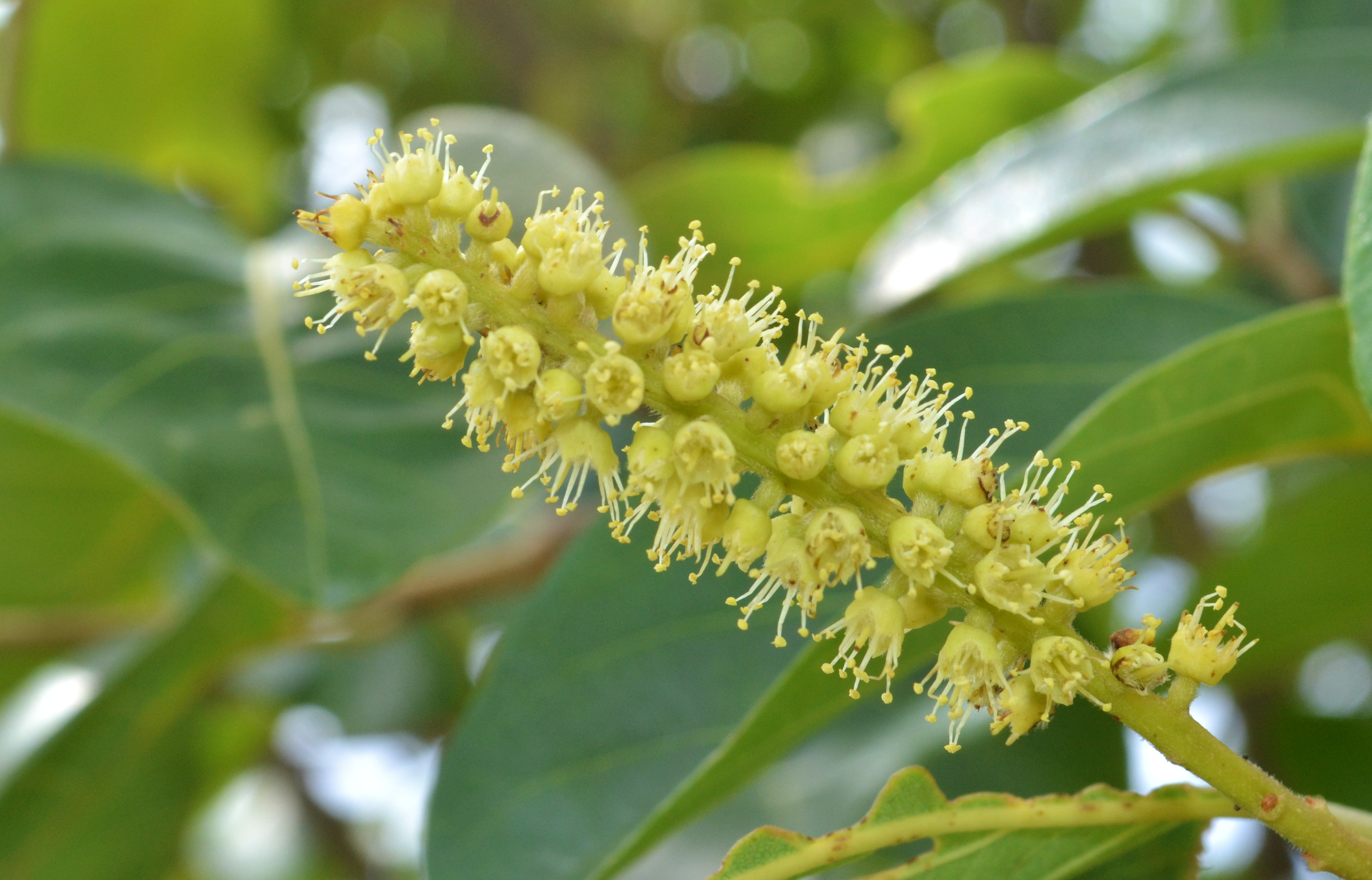
Fleurs.
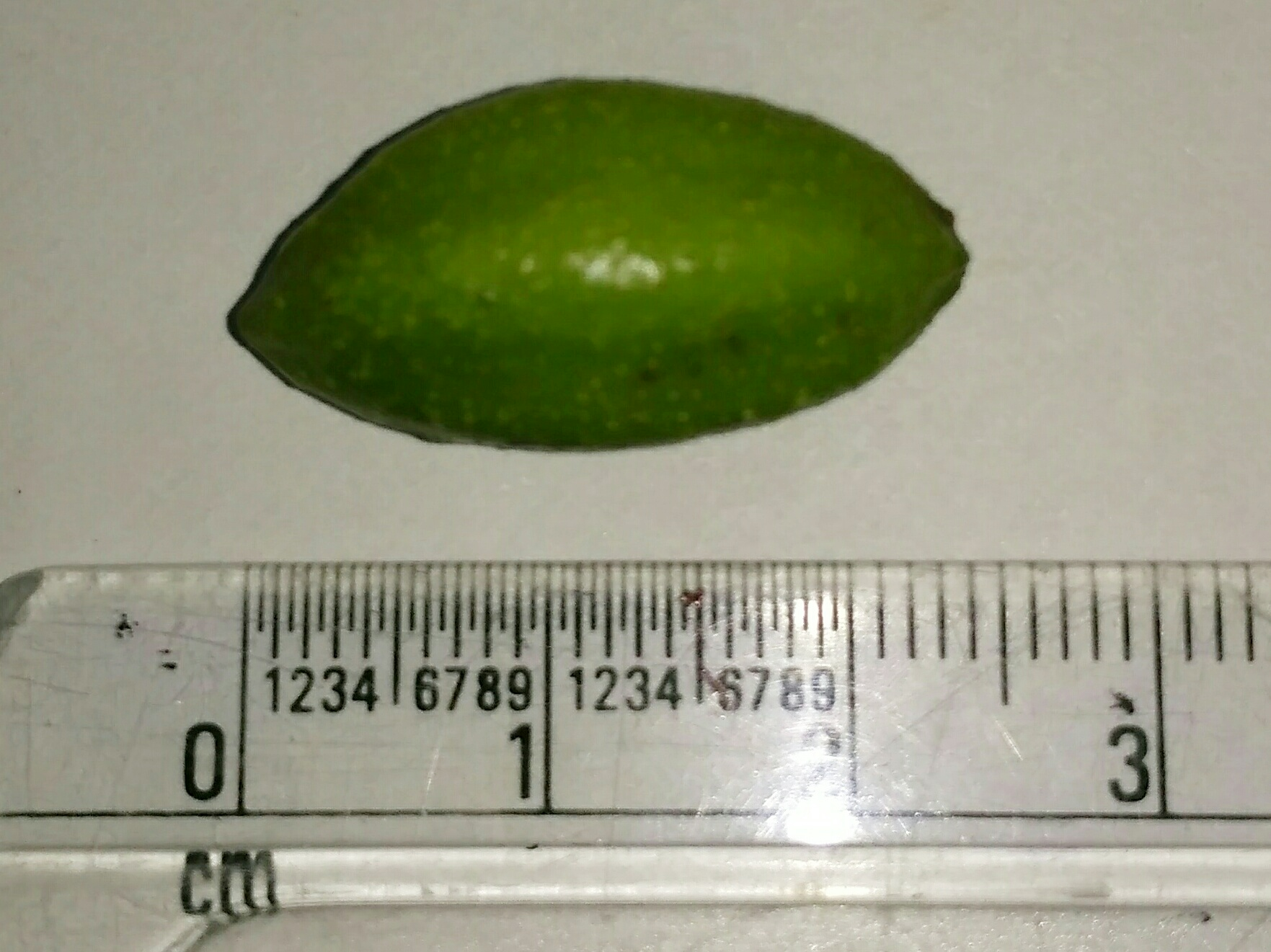
Fruit vert.
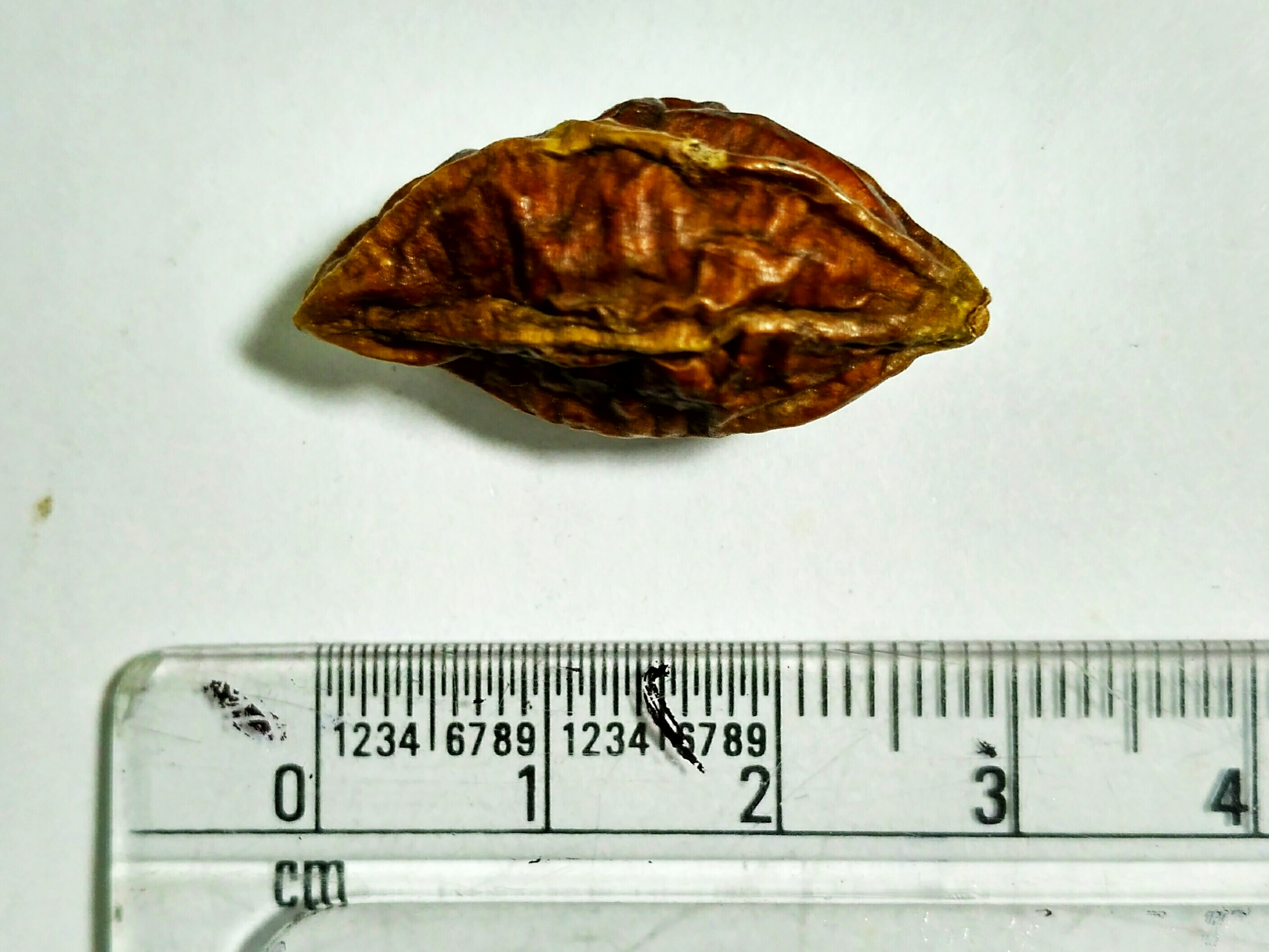
Fruit sec.